# Тропонин
Тропонин — регуляторный глобулярный белок, состоящий из трех субъединиц, который участвует в процессе мышечного сокращения. Содержится в скелетных мышцах и сердечной мышце, но не содержится в гладкой мускулатуре.
В ряде медицинских тестов тропонин используется как биомаркер различных сердечных заболеваний.

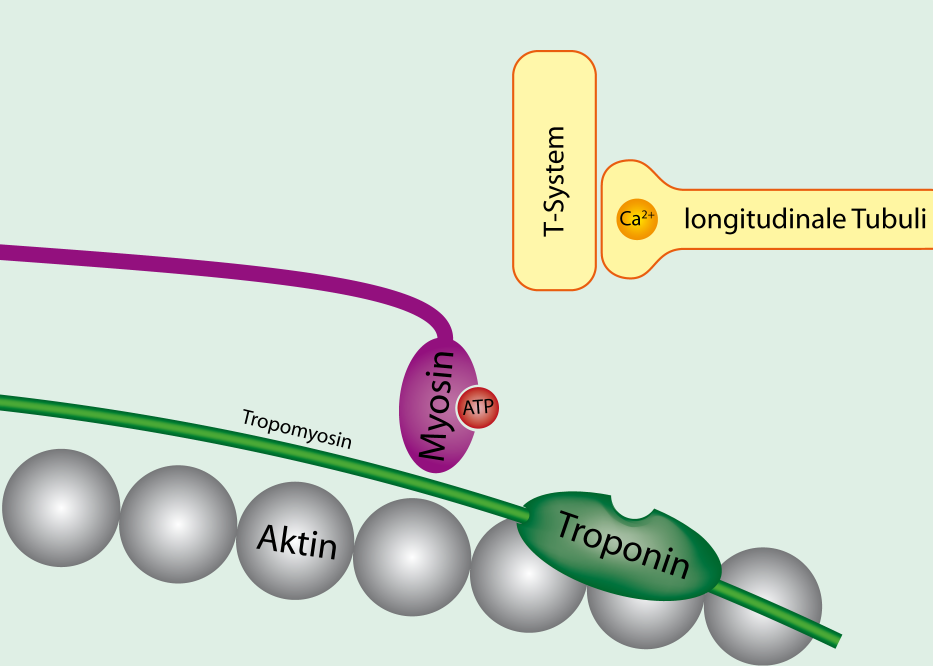
Тропомиозин и тропонин в отсутствие ионов кальция блокируют связывание миозина с актином

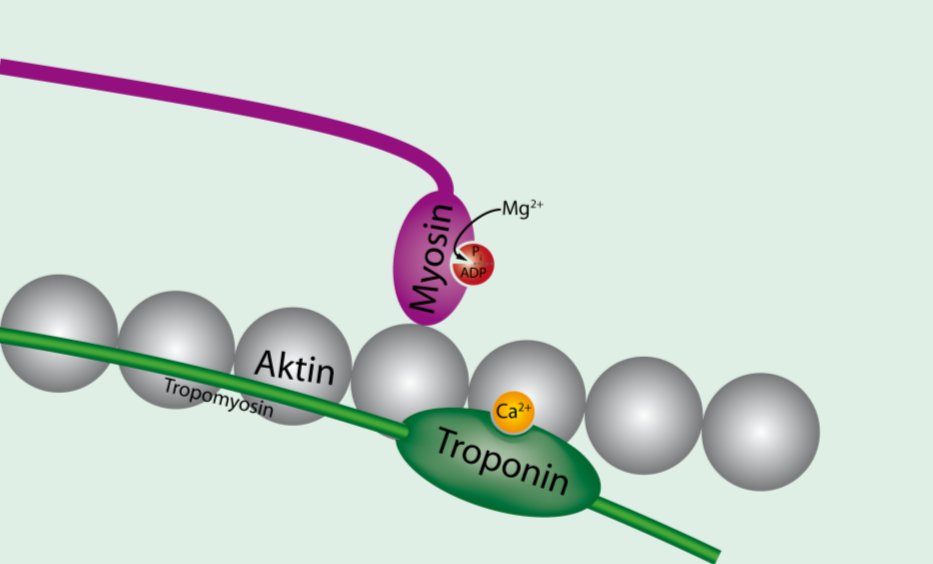
При связывании ионов кальция конформация тропонин-тропомиозинового комплекса изменяется, что позволяет миозину связываться с актином

## Функция
Тропонин присоединен к белку тропомиозину и расположен в желобке между актиновыми нитями в мышечном волокне. В расслабленной мышце тропомиозин блокирует место присоединения миозиновой головки к актину, предотвращая таким образом мышечное сокращение. Когда на мышечную клетку подается потенциал действия, стимулируя её сокращение, кальциевые каналы открываются в саркоплазматический ретикулум (sarcoplasmic reticulum) и выпускают ионы кальция в саркоплазму. Часть этого кальция присоединяется к тропонину, вызывая его структурное изменение, в результате которого тропомиозин сдвигается таким образом, что миозиновая головка может присоединиться к актиновой нити и вызвать мышечное сокращение.
Тропонин содержится в скелетных мышцах и сердечной мышце, но некоторые элементы тропонина могут отличаться в разных типах мышечной ткани. Главное из этих отличий в том, что тропонин C в составе тропонина в скелетных мышцах имеет четыре места присоединения ионов кальция, тогда как у тропонина сердечной мышцы таких мест три.

## Физиология
И сердечная, и скелетные мышцы управляются с помощью изменения внутриклеточной концентрации кальция. Когда концентрация возрастает, мышцы сокращаются, а когда падает — расслабляются.
Тропонин — комплекс белков, к которому присоединяется кальций, управляя его структурой, компонент тонких мышечных филаментов (вместе с актином и тропомиозином), располагается на тропомиозине с промежутками, длина которых равна длине тропомиозина (40 нм). Тропонин состоит из трех белков: тропонина C, тропонина I и тропонина T. Когда кальций присоединяется к определенным местам белка тропонина C, тропомиозин сдвигается с активных мест на актине, таким образом, что миозин (молекулярный мотор, образующий толстые мышечные волокна) может присоединиться к актиновому волокну и, создав силу, произвести движение. В отсутствие кальция тропомиозин служит препятствием для миозина, и мышца остается расслабленной.
Также доказано in vivo и in vitro, что тропонин I подавляет ангиогенез.
Отдельные элементы служат разным функциям:
- Тропонин C (мол. м. 20 тыс.) может связывать кальциевые ионы Ca2+, производя структурные изменения в тропонине I. Этот белок похож на кальмодулин по строению.
- Тропонин T (мол. м. 37 тыс.) связывается с тропомиозином, образуя с ним тропонин-тропомиозиновый комплекс.
- Тропонин I (мол. м. 25 тыс.) связывается с актином в тонких филаментах, удерживая таким образом тропонин-тропомиозиновый комплекс на месте, он также служит ингибитором актомиозиновой Mg-АТФазы, препятствует взаимодействию актина и миозина, когда ионы кальция не связаны с тропонином C.

В гладкой мускулатуре тропонин не содержится.

## Диагностическое использование
Анализ крови на содержание тропонина может быть использован как тест на несколько различных сердечных заболеваний, включая инфаркт миокарда.

## История исследования
Тропонин был выделен из измельченной мышечной ткани и показал активность, похожую на активность тропомиозина (Bailey, 1946, 1948; Ebashi, 1963; Ebashi, 1964). В 1965 было доказано, что это новый белок, и этот белок был назван тропонин (Ebashi и Kodama, 1965). Открытие тропонина открыло новую эру в молекулярной биологии регуляции мышечных сокращений. Была показана чувствительность тропонина к ионам Ca2+ при сокращении скелетных мышц. В отсутствие ионов кальция тропонин в соединении с тропомиозином подавляет сократительное взаимодействие между актином и миозином (Ebashi, 1968). Электронно-микроскопическое исследование показало, что тропонин расположен на тонких филаментах с интервалом в 40 нм, что дало ключ к постройке стройной модели тонких волокон как упорядоченного объединения тропонина, тропомиозина и актина (Ohtsuki, 1967; Ebashi, 1969). Этими исследованиями была установлена молекулярная основа регуляции мышечного сокращениями ионами Ca2+.